# هانس بيرلينر
هانس بيرلينر (بالإنجليزية: Hans Berliner)‏ هو لاعب شطرنج وعالم حاسوب أمريكي، ولد في 27 يناير 1929 في برلين في ألمانيا، وتوفي في 13 يناير 2017 في ريفييرا بيتش في الولايات المتحدة.

## وصلات خارجية
- هانس بيرلينر على موقع مباريات الشطرنج (الإنجليزية)
- هانس بيرلينر على موقع 365Chess.com (الإنجليزية)
- هانس بيرلينر على موقع Chesstempo.com (الإنجليزية)
- هانس بيرلينر على موقع اتحاد المراسلات الدولية للشطرنج (الإنجليزية)
- هانس بيرلينر على موقع الاتحاد الأمريكي للشطرنج (الإنجليزية)
- هانس بيرلينر سجل أولمبياد الشطرنج على موقع OlimpBase.org (الإنجليزية)